# Az én kis nővérem
Az én kis nővérem 1996-ban készült magyar játékfilm.

## Cselekménye
|  | Alább a cselekmény részletei következnek! |

A német megszállást és a zsidóság elhurcolását láthatjuk egy felvevőgép lencséjén keresztül. Kétgyermekes családot ismerhetünk meg. Az apa munkaszolgálaton van, az anyának pedig menteni kell két gyermekét, de nem egy helyre, hanem külön-külön faluba. Öcsi, a fiú egy tanyára kerül, akinek tulajdonosa egykor apáca volt. Nemsokára testvére, Ilcsi is idekerül a véletlen közreműködésével. A gyerekek semmit nem érzékelnek abból, hogy mi zajlik körülöttük, nyaralásnak élik át a történteket. Nemsokára egy német páncélos osztag települ a birtok végéhez. Ilcsi megismerkedik Jacobbal, azzal a német katonával, akit diákként soroztak be a hadseregbe. Táncolni akarnak elmenni, ebben Öcsi van segítségükre. A táncmulatságból azonban Ilcsi nem jön haza. A front a faluhoz ér, s a légitámadások elől a falu lakói bunkerban rejtőznek el. Megérkeznek az orosz csapatok, s nem sokkal ezután az apa is megérkezik. A padláson megtalálják Ilcsi naplóját, s abból tudják meg, hogy a lány megszökött Jacobbal. Soha többet nem hallanak a lányról. Öcsi nagyon sokat álmodik Ilcsiről, álmaiban 15 éves a testvére, s a padláson lakik. A vetítőgép lencséjéről kiderül, hogy az apa hozta fiának a frontról: emlék. 
|  | Itt a vége a cselekmény részletezésének! |

## Szereplők
- Handel Edit
- Nagy-Kálózy Eszter
- Rudolf Péter
- Cserhalmi György
- dr. Bárándy György
- Závada Pál
- Petrányi Kata
- Potyondi Gyuri
- Narrátor: Simó Sándor